# 米莱娜·坎农诺
米莱娜·坎农诺（Milena Canonero，1946年1月1日—）是一位意大利女性服装设计师，曾为许多部电影和舞台剧设计服装，并先后赢得四次奥斯卡最佳服装设计奖和三次英国电影学院奖最佳服装设计奖。

## 生平
她生于意大利都灵，曾在热那亚学习艺术、设计史和服装设计。后来搬至英格兰开始从事小型剧场和电影事业的艺术设计工作。在伦敦为电视广告做设计时，她结识了许多电影导演。1971年首次为电影进行服装设计工作是斯坦利·库布里克执导的《发条橙》。之后又与库布里克合作了1975年的《巴里·林登》，并与瑞典女性设计师 Ulla-Britt_Söderlund 一起赢得了奥斯卡最佳服装设计奖。
Hugh Hudson执导的1981年运动励志片《烈火战车》为她赢得第二座奥斯卡奖。1985年薛尼·波勒导演的奥斯卡最佳影片《走出非洲》也由米莱娜设计服装。2001年获得服装设计师工会（Costume Designers Guild）颁发的终身成就奖。2006年苏菲亚·科波拉执导的历史传记片《凡爾賽拜金女》为米莱娜赢得第三座奥斯卡奖。
2014年作品《布达佩斯大饭店》为其获得第四座奥斯卡奖以及第三座英国电影学院奖。
在第67届柏林电影节期间被授予荣誉金熊奖。

## 个人生活
她丈夫是美国男演员Marshall Bell。

## 奖项
| 年份 | 奖项           | 类别         | 作品                   |
| ---- | -------------- | ------------ | ---------------------- |
| 1976 | 奥斯卡奖       | 最佳服装设计 | 巴里·林登 (1975)       |
| 1982 | 奥斯卡奖       | 最佳服装设计 | 烈火战车 (1981)        |
| 2007 | 奥斯卡奖       | 最佳服装设计 | 凡爾賽拜金女 (2006)    |
| 2015 | 奥斯卡奖       | 最佳服装设计 | 布达佩斯大饭店 (2014)  |
| 1982 | 英国电影学院奖 | 最佳服装设计 | 烈火战车 (1981)        |
| 1986 | 英国电影学院奖 | 最佳服装设计 | The Cotton Club (1984) |
| 2015 | 英国电影学院奖 | 最佳服装设计 | 布达佩斯大饭店 (2014)  |